# Mount Parker (Antarktika)
Mount Parker ist ein über 1260 m hoher und kliffartiger Berg an der Pennell-Küste des ostantarktischen Viktorialands. In den Admiralitätsbergen ragt er an der Westflanke des Nash-Gletschers wenige Kilometer vor dessen Einmündung in die Somow-See auf.
Der United States Geological Survey kartierte ihn anhand eigener Vermessungen und Luftaufnahmen der United States Navy aus den Jahren von 1960 bis 1963. Das Advisory Committee on Antarctic Names übertrug 1950 die vom britischen Polarforscher James Clark Ross 1840 vorgenommene Benennung eines geographisch nicht zuordenbaren Bergs in dieser Gegend auf den hier beschriebenen Berg. Namensgeber ist Sir William Parker, 1. Baronet (1781–1866), von 1834 bis 1841 Senior Naval Lord der britischen Admiralität.